# Maira nieifacies
Maira nieifacies är en tvåvingeart som först beskrevs av Macquart 1850.  Maira nieifacies ingår i släktet Maira och familjen rovflugor.
Artens utbredningsområde är Tasmanien. Inga underarter finns listade i Catalogue of Life.